# Storie di tutti i giorni
Storie di tutti i giorni (italienisch für „alltägliche Geschichten“) ist ein Lied von Riccardo Fogli, mit dem dieser das Sanremo-Festival 1982 gewann. Es wurde von Fogli zusammen mit Guido Morra und Maurizio Fabrizio geschrieben und von Giancarlo Lucariello produziert. Durch Coverversionen von u. a. Marco Borsato (Dromen zijn bedrog, Die meisten Träume sind Betrug) und Roland Kaiser (Sag ihm, dass ich dich liebe) wurde das Lied in den 90er-Jahren auch außerhalb Italiens bekannt.

## Original

### Hintergrund
Mit Storie di tutti i giorni trat Riccardo Fogli 1982 nach acht Jahren zum zweiten Mal beim Sanremo-Festival an. 1974 hatte er mit Complici das Finale nicht erreicht. Nachdem Fogli 1981 mit Malinconia einen kleineren Hit gelandet hatte und in den italienischen M&D-Charts bis auf Platz drei aufgestiegen war, galt er diesmal als Favorit. Fogli sang das Lied erstmals am zweiten Abend des Festivals (29. Januar 1982), begleitet wurde er an der Gitarre von Roberto Puleo. Im Finale am Tag darauf trat er als neunter Teilnehmer auf und konnte schließlich Platz eins erreichen, noch vor Felicità von Al Bano & Romina Power sowie Soli von Drupi.
Bereits zu Beginn des Festivals hatte der Zauberkünstler Giucas Casella den Namen des Siegers richtig getippt. Der Umschlag mit Casellas Vorhersage war in einem Tresor deponiert worden und wurde nach der Bekanntgabe des Siegers verlesen. Überhaupt war Foglis Sieg von vielen erwartet worden, weshalb im Nachhinein Stimmen laut wurden, das Ergebnis sei in Absprache mit den Labels manipuliert worden. Die Vorwürfe konnten nie bestätigt werden und wurden auch von Fogli zurückgewiesen.

Ariola-Ausgabe der Single Storie di tutti i giorni (1982)

Das Lied wurde als 7″-Single mit der B-Seite L’amore che verrà beim Label Paradiso veröffentlicht und konnte Platz eins in den M&D-Singlecharts erreichen. Es sollte Foglis einziger Nummer-eins-Hit bleiben. Beide Lieder fanden Eingang in das Sammelalbum Collezione. Bei Epic Records veröffentlichte Fogli außerdem eine spanische Version der Single als Historia de todos los días / El amor nos llegará. Im Rest Europas erschien die Single hingegen (auf Italienisch) bei Ariola und konnte sich in den deutschen und Schweizer Charts platzieren.
| ChartsChartplatzierungen | Höchstplatzierung | Wochen |
| ------------------------ | ----------------- | ------ |
| Italien (MD)             | 1 (16 Wo.)        | 16     |
| Deutschland (GfK)        | 30 (15 Wo.)       | 15     |
| Schweiz (IFPI)           | 7 (6 Wo.)         | 6      |

Auf Foglis Best-of-Album I grandi successi erschien 2008 erneut eine spanische Version des Liedes, diesmal jedoch unter dem Titel Historias de cada día. Als Songwriter ist zusätzlich Santiago Retti genannt.
Im Jahr 2004 brachte der deutsche Schlagersänger Nino de Angelo auf dem Coveralbum Un momento italiano eine eigene Version von Storie di tutti i giorni heraus. 2009 veröffentlichte auch Gianni Morandi auf seinem Coveralbum Canzoni da non perdere eine Version des Liedes.

### Aufbau
Das Lied besteht aus einer zweiteiligen Strophe (V) und einem Refrain (C). Nach einem zweimaligen Aneinanderreihen von Strophe und Refrain (VC-VC) folgen die verkürzte dritte Strophe (nur zweiter Teil) und der dritte Refrain. Ein instrumentales Outro beschließt die Komposition.

### Text
Im Liedtext thematisiert Fogli „alltägliche Geschichten“ (storie di tutti i giorni) aus dem Leben der „einfachen Leute“ (brava gente). Während Tag um Tag vergeht (un giorno in più che se ne va), verändert sich ihr Alltag nicht und die „Uhr ist längst stehengeblieben“ (un orologio fermo da un’eternità); trotz „großer Ideen“ (grandi idee) bleiben sie „auf halbem Weg stecken“ (sempre a metà) und erleben keine Triumphe (senza trionfi) – wenn auch keine schwerwiegenden Rückschläge (né grossi guai). Freundschaften (amici perduti) und Liebesgeschichten (una donna che non c’è più) fanden im Lauf der Zeit ein Ende und hatten auch nie eine Zukunft (storie senza futuro). Alles bleibt gleich (vita di sempre), nichts ändert sich (niente cambierà) und die Tage gehen „im Lärm der Stadt“ unter (un giorno … dimenticato tra i rumori di città); zurück bleiben müde Menschen, die kein Gehör mehr finden (un uomo stanco che nessuno ascolterà).
Der Interpret ist nicht nur Betrachter des Geschehens, sondern aktiv Teil davon, wie bereits in der ersten Strophe die Formulierung storie di noi brava gente („Geschichten von uns einfachen Leuten“) sowie jeweils im Refrain tutti quelli così come noi („alle, die so sind wie wir“) deutlich machen. Er erzählt als eine der alltäglichen Geschichten in Andeutungen auch seine eigene – wie er Tag für Tag eine Liebe erleben muss, die nicht so groß (grande; 1.), so schön (bello; 2.) und so stark (forte; 3. Refrain) ist, wie er es sich erhofft.

## Dromen zijn bedrog

### Hintergrund

Maxi-Single Dromen zijn bedrog von Marco Borsato

Im Jahr 1994 veröffentlichte der niederländische Sänger Marco Borsato eine Coverversion von Foglis Lied unter dem Titel Dromen zijn bedrog („Träume sind Betrug“). Borsato ist italienischer Abstammung und begann seine Musikerkarriere mit italienischsprachigen Liedern. Nach vier relativ erfolglosen Alben gab Borsato dem Druck seiner Produzenten nach, fortan Niederländisch zu singen. Allerdings behielt er den Italienbezug bei, indem er bekannte italienische Lieder coverte.
Als erste Single von Borsatos erstem niederländischen Album Marco erschien Dromen zijn bedrog beim Label Polydor mit der B-Seite Ben ik je nu al kwijt; Produzent war John Ewbank. Des Weiteren erschien eine Maxi-Single, die zusätzlich eine Instrumentalversion des Titelliedes enthielt. In ihrer siebten Chartwoche erreichte die Single am 24. September 1994 die Spitzenposition der Nederlandse Top 40 und hielt sie zwölf Wochen lang. Damit stellte das Lied einen Langzeitrekord auf, den erst Gusttavo Lima 2012 mit Balada, das 13 Wochen an der Spitze stand, schlagen konnte. Auch in Flandern gelang Borsato ein zweiwöchiger Nummer-eins-Erfolg.
| ChartsChartplatzierungen  | Höchstplatzierung | Wochen |
| ------------------------- | ----------------- | ------ |
| Niederlande (Media Markt) | 1 (28 Wo.)        | 28     |
| Flandern (Ultratop)       | 1 (21 Wo.)        | 21     |

Borsatos Version zog weitere niederländische Coverversionen nach sich: 2008 durch die Band De Toppers und 2010 durch das Duo Het Feestteam; letzterer Version gelang auch der Einstieg in die Single Top 100.

### Text
Der Text, der keinen Bezug zum italienischen Original aufweist und deutlich positiveren Inhaltes ist, wurde von Han Kooreneef und Leo Driessen geschrieben. Er handelt von einer Person, deren Schönheit der Sänger in der ersten Strophe vielfältig beschreibt: sie lasse mit ihren strahlenden Augen die Sterne verblassen (sterren, je laat ze verbleken, met je ogen die altijd stralen), sei in der Lage, die Sonne scheinen zu lassen (jij kan de zon laten schijnen), und könne mit ihrem Lachen die ganze Welt anstecken (als je lacht, lacht heel de wereld mee).
Im Refrain wird die Redewendung dromen zijn bedrog („Träume sind Betrug“, deutsche Entsprechung etwa: Träume sind Schäume) zitiert, allerdings sogleich widerlegt, da die besungene Person offenbar ein Wirklichkeit gewordener Traum ist (je bent een droom die naast me ligt); dies führt zur Folgerung, dass einmal in langer Zeit Träume eben doch wahr werden können (een keer in de zoveel tijd komen dromen uit). In der zweiten Strophe lässt der Sänger die Bitte folgen, ihn nicht zu verlassen, da sie dann auch seine Träume mitnehmen würde (als je zou gaan neem je mijn dromen mee).

## Deutschsprachige Coverversionen
Die erste deutschsprachige Coverversion stammt von Marco Borsato, der nach dem Erfolg von Dromen zijn bedrog die Single 1995 auch in Deutschland veröffentlichte. Diese Version umfasste die beiden ursprünglichen Titel in deutscher Übersetzung als Die meisten Träume sind Betrug und Hab ich dich schon verloren sowie Storie di tutti i giorni auf Italienisch. Die deutschen Texte stammen von Carsten Pape.
Im Jahr 2012 erschien eine Discofox-Version von Die meisten Träume sind Betrug des deutschen Sängers Nico Gemba, unter Beibehaltung des Textes von Pape.
Schon 1996 hatte der deutsche Schlagersänger Roland Kaiser unabhängig von der Borsato-Version ein weiteres Cover unter dem Titel Sag ihm, dass ich dich liebe veröffentlicht. Die Maxi-Single inklusive des Liedes Blue Eyes – Schau mich an erschien bei Hansa; beide Lieder fanden Eingang in Kaisers Album Grenzenlos. Der Text von Kaiser und Bernd Meinunger weist keine inhaltlichen Ähnlichkeiten zu anderen Versionen des Liedes auf. Der Sänger wendet sich darin an eine Frau, die ihn wegen eines anderen Mannes verlassen hat. Er ist darüber traurig und wohl auch etwas verbittert, sieht aber ein, dass er es nicht ändern kann. Er versichert ihr, dass er sie immer noch liebt und wünscht ihr, sie möge mit dem anderen glücklich werden, hofft aber zugleich, sie werde diesen früher oder später „durchschauen“ und zu ihm zurückkommen.

## Weitere Coverversionen
Bereits 1982 nahm der finnische Sänger Markku Aro eine eigene Version des Liedes unter dem Titel Jos luoja suo auf. Für den finnischen Text war Paul Reiman verantwortlich. Eine französische Version des Liedes stammt von Hervé Vilard, der La vie est belle, le monde est beau zusammen mit Didier Barbelivien schrieb und 1995 veröffentlichte. 1997 coverte Aki Hietala wiederum die finnische Version von Markku Aro. Die Hermes House Band veröffentlichte 2001 eine englische Version des Liedes unter dem Titel Tonight’s the Night; der Text stammt von Bandmitglied Robin Maas.

## Belege
1. ↑  Eddy Anselmi: Festival di Sanremo. Almanacco della Canzone Italiana. Panini, Modena 2009, S. 712; 249.
2. ↑  M&D-Chartarchiv. Musica e dischi, archiviert vom Original (nicht mehr online verfügbar) am 18. Mai 2015; abgerufen am 11. Juli 2015 (italienisch, kostenpflichtiger Abonnement-Zugang).  Info: Der Archivlink wurde automatisch eingesetzt und noch nicht geprüft. Bitte prüfe Original- und Archivlink gemäß Anleitung und entferne dann diesen Hinweis.
3. ↑  Maurizio Bianco: Riccardo Fogli: vittoria (e polemiche) annunciate. RAI, 1982, archiviert vom Original am 12. Mai 2006; abgerufen am 20. April 2015 (italienisch).
4. 1 2  Mario Bonatti: 1982: Polemiche di tutti i giorni. HitParadeItalia, abgerufen am 11. Juli 2015 (italienisch).
5. 1 2 3  Eddy Anselmi: Festival di Sanremo. Almanacco della Canzone Italiana. Panini, Modena 2009, S. 326.
6. ↑  Eddy Anselmi: Festival di Sanremo. Almanacco della Canzone Italiana. Panini, Modena 2009, S. 329.
7. 1 2 3  Eddy Anselmi: Festival di Sanremo. Almanacco della Canzone Italiana. Panini, Modena 2009, S. 328.
8. ↑  Eddy Anselmi: Festival di Sanremo. Almanacco della Canzone Italiana. Panini, Modena 2009, S. 324 f.
9. ↑  Riccardo Fogli – Storie di tutti i giorni. Discogs, abgerufen am 10. Juli 2015.
10. ↑  Riccardo Fogli – Collezione. Discogs, abgerufen am 10. Juli 2015.
11. ↑  Riccardo Fogli – Storie di tutti i giorni (Historia de todos los días). Discogs, abgerufen am 10. Juli 2015.
12. ↑  Riccardo Fogli – Storie di tutti i giorni. Discogs, abgerufen am 12. Juli 2015.
13. ↑  Guido Racca: M&D Borsa Singoli 1960-2019. Selbstverlag, 2019, ISBN 978-1-09-326490-6, S. 214.
14. ↑  Riccardo Fogli – Storie di tutti i giorni. In: Offizielle deutsche Charts. GfK Entertainment, abgerufen am 22. Oktober 2021.
15. ↑  Riccardo Fogli – Storie di tutti i giorni. In: Hitparade.ch. Hung Medien, abgerufen am 22. Oktober 2021.
16. ↑  Riccardo Fogli – Historias de cada día. In: Hitparade.ch. Hung Medien, abgerufen am 14. Oktober 2015.
17. ↑  Nino de Angelo – Storie di tutti i giorni. In: Hitparade.ch. Hung Medien, abgerufen am 14. Oktober 2015.
18. ↑  Gianni Morandi – Canzoni da non perdere. Discogs, abgerufen am 11. Juli 2015.
19. ↑  Marco Borsato – Dromen zijn bedrog. Discogs, abgerufen am 10. Juli 2015.
20. ↑  Marco Borsato – Dromen zijn bedrog. Discogs, abgerufen am 10. Juli 2015.
21. ↑  Marco Borsato – Dromen Zijn Bedrog. In: Top40.nl. Stichting Nederlandse Top 40, abgerufen am 22. Oktober 2021 (niederländisch).
22. ↑  Marco Borsato – Dromen zijn bedrog. In: Ultratop.be. Ultratop & Hung Medien, abgerufen am 22. Oktober 2021.
23. ↑  De Toppers – Dromen zijn bedrog. In: Hitparade.ch. Hung Medien, abgerufen am 14. Oktober 2015.
24. ↑  Het Feestteam – Dromen zijn bedrog. In: Hitparade.ch. Hung Medien, abgerufen am 14. Oktober 2015.
25. ↑  Marco Borsato – Die meisten Träume sind Betrug. Discogs, abgerufen am 10. Juli 2015.
26. ↑  Nico Gemba – Die meisten Träume sind Betrug. In: Hitparade.ch. Hung Medien, abgerufen am 10. Juli 2015.
27. ↑  Roland Kaiser – Sag’ ihm, dass ich dich liebe. In: Hitparade.ch. Hung Medien, abgerufen am 10. Juli 2015.
28. ↑  Roland Kaiser – Grenzenlos. Discogs, abgerufen am 10. Juli 2015.
29. ↑  Markku Aro – Jos luoja suo. In: Hitparade.ch. Hung Medien, abgerufen am 14. Oktober 2015.
30. ↑  Hervé Vilard – La vie est belle, le monde est beau. In: Hitparade.ch. Hung Medien, abgerufen am 14. Oktober 2015.
31. ↑  Aki Hietala – Jos luoja suo. In: Hitparade.ch. Hung Medien, abgerufen am 14. Oktober 2015.
32. ↑  Hermes House Band – Tonight’s the Night. In: Hitparade.ch. Hung Medien, abgerufen am 14. Oktober 2015.